# XCAT
xCAT (Extreme Cluster Administration Toolkit) es un sistema de computación distribuida de código abierto. Proporciona una interfaz unificada para el control de hardware, descubrimiento y despliegue diskful/diskfree del sistema operativo. Comenzó a desarrollarse en 1999 para grandes sistemas y servidores IBM bajo Linux. Desde la versión 2.0 es de código abierto.
Adquirió especial notoriedad en junio de 2008 como sistema elegido para el control de superordenador IBM Roadrunner, el más rápido hasta la fecha, situado en el Laboratorio Nacional Los Álamos de Nuevo México, Estados Unidos.